# Корне, Жан Шарль
 Жан Шарль Корне́  (фр. Jean-Charles Cornay, 27 февраля 1809, Лудён — 20 сентября 1837, Хатэй, Дельта Красной реки) – святой Римско-Католической Церкви, священник, миссионер, мученик, член католической миссионерской организации «Парижское Общество Заграничных Миссий».

## Биография

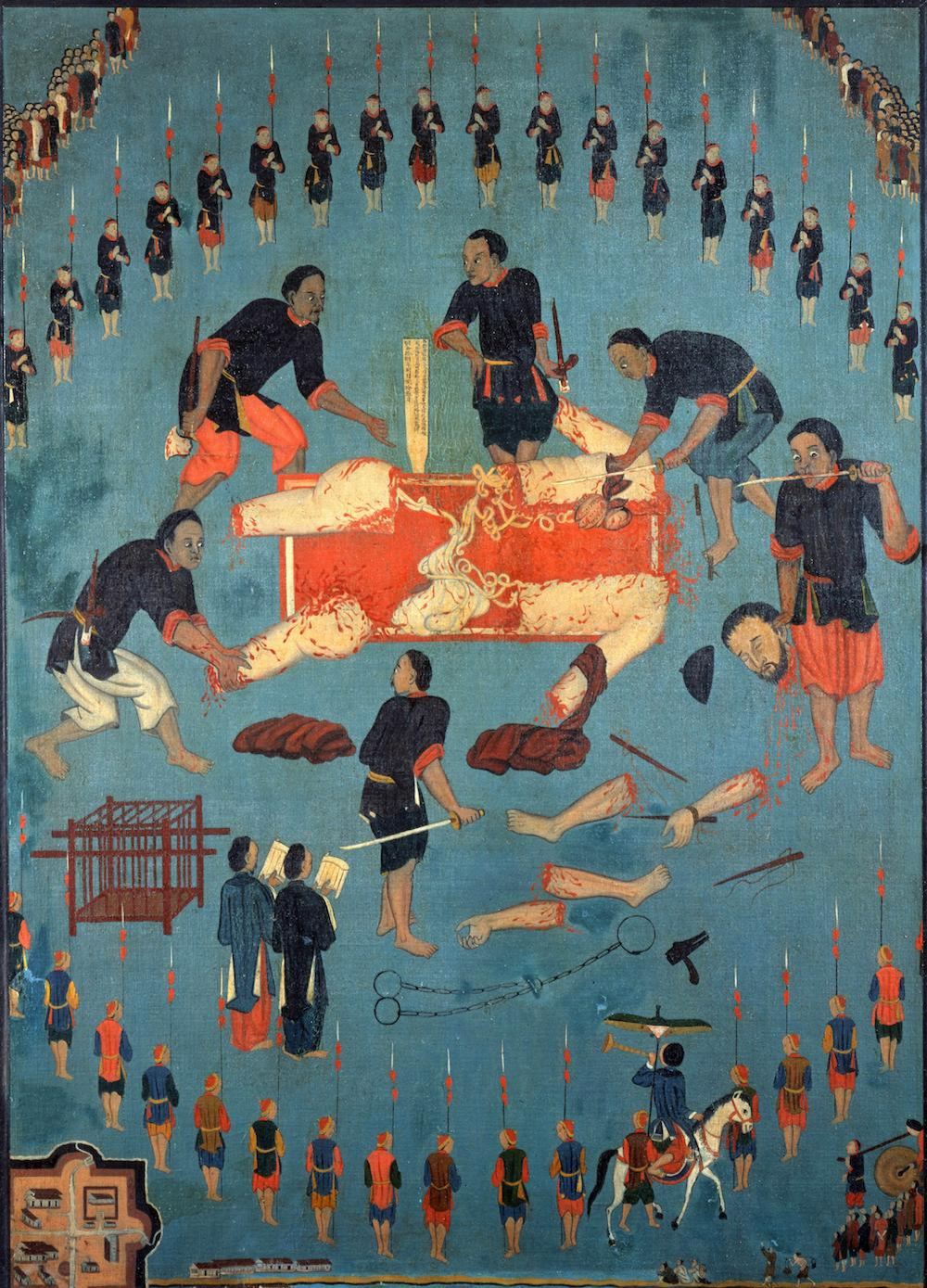
Икона мученичества святого Жана Шарля Корне

Жан Шарль Корне родился в департаменте Вьенна, Франция 27 февраля 1820 года. В 1820 году был рукоположён в сан священника, после чего вступил в католическую миссионерскую организацию «Парижское Общество Заграничных Миссий». В 1821 году отправился во Вьетнам на миссию. В то время во Вьетнаме происходили гонения на католиков. В начале девятнадцатого века во Вьетнаме во время правления императора Минь Минга происходили гонения на католиков. В 1825 году Минь Минг издал указ, запрещающий под угрозой смерти свободное исповедание католицизма. Жан Шарль Корне продолжал заниматься пастырской и миссионерской деятельностью в условиях подполья, за что был схвачен и арестован вьетнамскими властями. 20 сентября Жан Шарль Корне был казнён.

## Прославление
В 1900 году Жан Шарль Корне был причислен к лику блаженных. Корне причислен к лику святых в составе группы 117 вьетнамских мучеников римским папой Иоанном Павлом II 19 июня 1988 года.

## Источник
- Atrin, «Cornay (Jean-Charles)» dans Dictionnaire de Biographie Française, vol. 9, Paris, 1961, col. 667-8